# Kneževo (Popovac)
 Ovo je glavno značenje pojma Kneževo (Popovac). Za grad i središte općine u BiH pogledajte Skender Vakuf / Kneževo.
Kneževo (mađ. Főherceglak) je naselje u Baranji, u sastavu Općine Popovac, 9 km sjeveroistočno od Belog Manastira. Ima barokni dvorac i perivoj iz 19. stoljeća. U okolici ima prapovijesnih i srednjovjekovnih nalazišta.

## Stanovništvo
| broj stanovnika |       | 721   |       |       | 816   | 823   |       |       | 1966  | 1634  | 1689  | 1515  | 1371  | 1408  | 970   | 803   | 485   |
|                 | 1857. | 1869. | 1880. | 1890. | 1900. | 1910. | 1921. | 1931. | 1948. | 1953. | 1961. | 1971. | 1981. | 1991. | 2001. | 2011. | 2021. |

## Šport
- NK Belje Kneževo